# Parafia Miłosierdzia Bożego w Bańskiej Niżnej

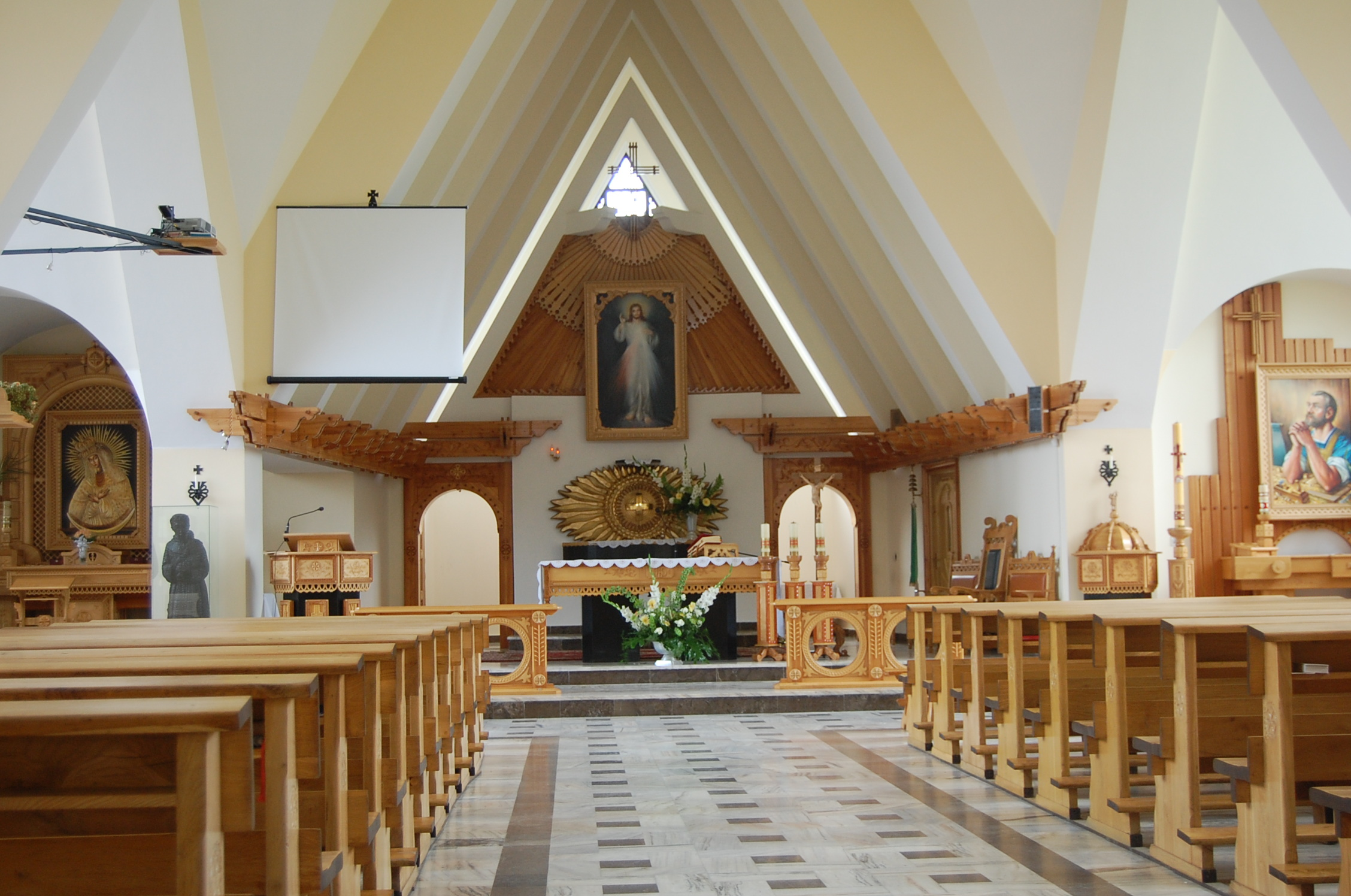
Wnętrze kościoła parafialnego

Parafia Miłosierdzia Bożego w Bańskiej Niżnej – rzymskokatolicka parafia należąca do dekanatu Biały Dunajec archidiecezji krakowskiej. 